# جاك دريك
جاك دريك (بالإنجليزية: Jack Drake)‏ هو سياسي أمريكي، ولد في 29 يوليو 1934 في والنوت في الولايات المتحدة، وتوفي في 11 أكتوبر 2015 في أتلانتيك في الولايات المتحدة. حزبياً، نشط في Republican Party of Iowa ‏ والحزب الجمهوري. وقد انتخب عضو مجلس نواب ولاية ايوا.